# باشگاه فوتبال ویدا
باشگاه فرهنگی ورزشی ویدا یا به زبان ساده ویدا یک باشگاه فوتبال حرفه‌ای هندوراسی است که در لا سیبا، آتلانتیدا واقع شده است.
این باشگاه دو بار قهرمان لیگ برتر هندوراس شده است.

## باشگاه‌های وابسته
- اتلتیکو مادرید